# Désert de Yuma
Le désert de Yuma est une section de basse altitude du désert de Sonora dans le Sud-Ouest des États-Unis et le Nord-Ouest du Mexique. Il se trouve dans le bassin de Salton. Le désert contient des zones de végétation clairsemées et des zones remarquables de dunes de sable. Avec une pluviométrie moyenne inférieure à 200 mm chaque année, c'est l'un des déserts les plus arides d'Amérique du Nord. La présence humaine y est clairsemée également, la plus grande ville étant Yuma, en Arizona, sur le fleuve Colorado et à la frontière de la Californie.

## Aperçu

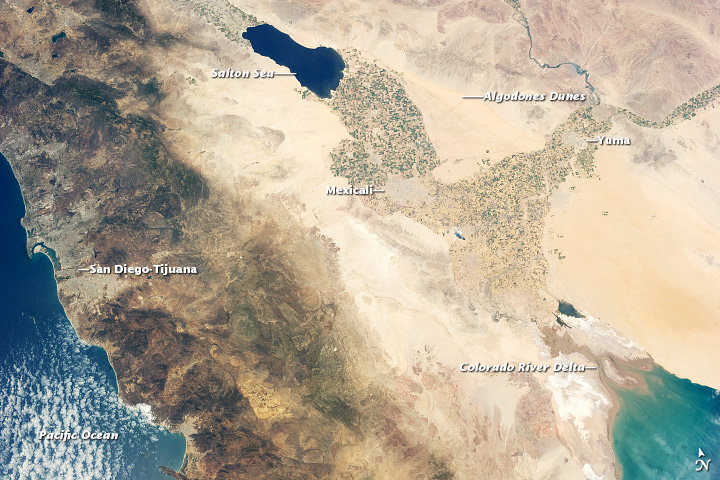
La région vue depuis la Station spatiale internationale.

Le désert comprend les parties à basse altitude du coin sud-ouest de l'Arizona, s'étendant à l'ouest jusqu'au fleuve Colorado. De l'autre côté de la rivière, en Californie, se trouve le désert du Colorado, également appelée le Low Desert. Bien que les deux régions ne soient séparées que par le fleuve Colorado, de nombreuses espèces de plantes et d'animaux ne vivent que d'un côté ou de l'autre, comme le cactus saguaro, qui se développe en abondance à l'est du fleuve.
Le désert de Yuma comprend également les plaines sablonneuses de l'ouest de Sonora, allant jusqu'à la pointe du golfe de Californie, puis une bande intérieure atteignant l'intérieur du centre de Sonora. La rivière la plus importante de ce désert est la rivière Gila en Arizona. L'Organ Pipe Cactus National Monument est situé dans ce désert, tout comme le Kofa National Wildlife Refuge et le Cabeza Prieta National Wildlife Refuge.
Au sud du désert de Yuma en Arizona, dans le nord du Mexique, se trouve le champ volcanique et la réserve de biosphère de Pinacate Peaks, qui fait partie du Gran Desierto de Altar, l'extension sud du désert de Yuma[réf. nécessaire].

## Flore

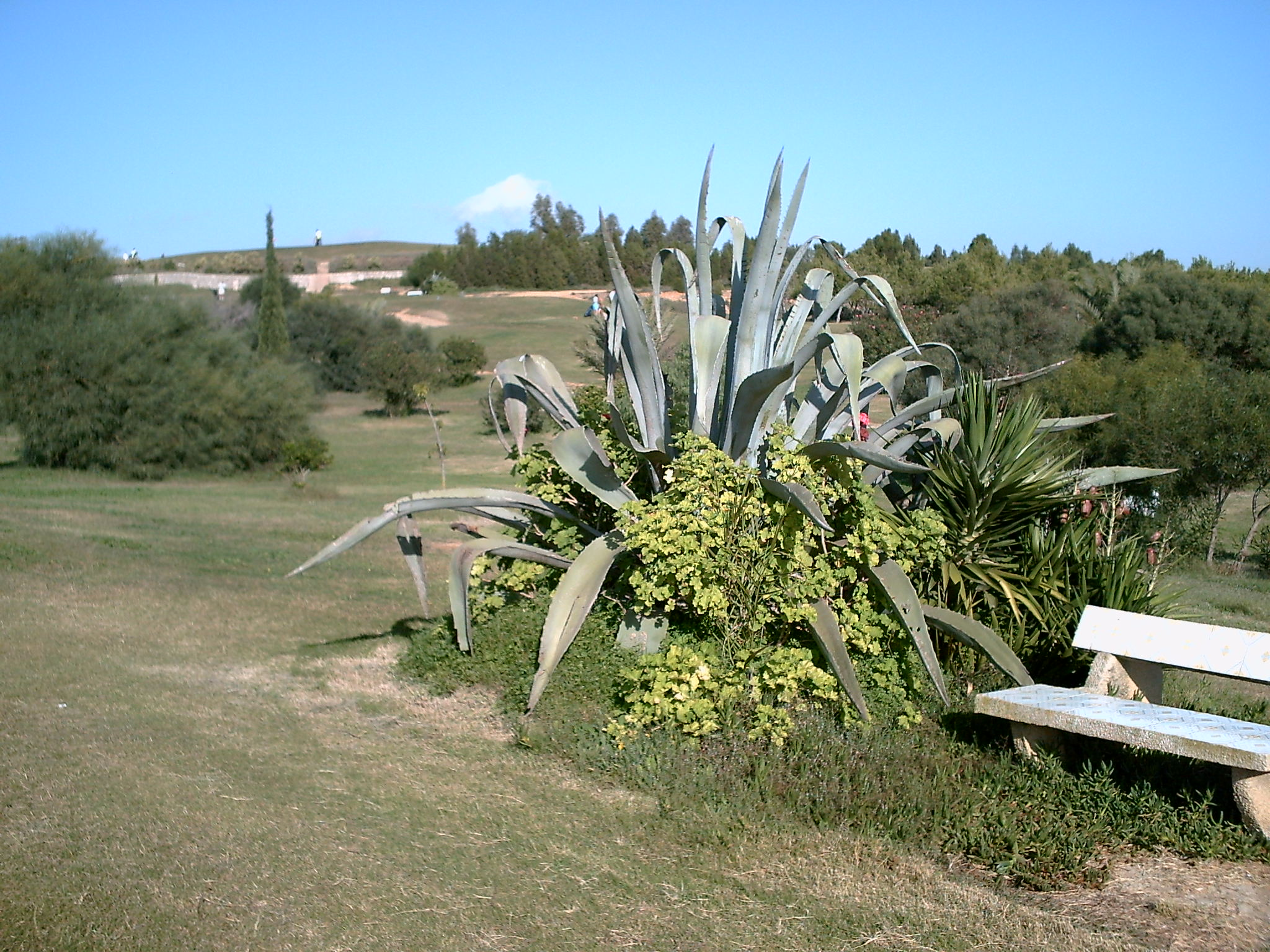
Agave deserti, une plante originaire du désert de Yuma.

La végétation est dominée par le buisson de créosote (Larrea tridentata), qui est très répandu. Le cactus saguaro (Carnegiea gigantea) et l'ocotillo (Fouquieria splendens) sont communs sur les bajadas, tandis que de nombreux arbres sont limités aux alentours des cours d'eau secs comme le paloverde (Parkinsonia), le saule du désert (Chilopsis linearis), l'Olneya tesota et le Psorothamnus spinosus.
Le désert de Yuma est la limite nord des distributions de l'arbre éléphant (Bursera microphylla) et du Triteleiopsis palmeri,.